# グレコ
グレコ（英語: Greco）は、日本の神田商会のギター関連のプライベートブランドである。1960年にアメリカのGoya社によって設立された。

## 概要
1960年にスウェーデンのギターメーカーLevinのアメリカ市場向けギターブランドとして、アメリカの楽器卸売業者のHershman Musicがニューヨークにて創業したGoyaのセカンドブランドとしてグレコ(Greco)が設立された。
本格的なエレキギターの販売は1963年からで、設立初期には富士弦楽器製造（現：フジゲン）に発注しOEM製造を行なっていた。
1968年にGoyaが倒産し、ギルド・ギター・カンパニーの親会社Avnetに買収され、1971年に富士弦楽器製造が国内で商標権を取得した。その後、代理店であった神田商会がブランドを取得した。(Goyaブランドは1976年にギターメーカーのMartinが買収している。)
1970年～1980年代にかけて、日本国内でギターブランドとしてのシェアを多く占めたが、1982年に神田商会はアメリカのフェンダー本社や富士弦楽器製造、山野楽器と共同出資で日本製のフェンダーブランドのギターを製造販売する株式会社フェンダージャパンを設立し、フェンダーを主な自社ブランドとして展開開始したため、グレコとしてのブランド展開は次第に縮小していった。
近年は、寺田楽器や自社グループのダイナ楽器、韓国の楽器製造会社のコルトが製造している。Westminsterという更に廉価版のブランドも展開していた。

## ギター
- グレコは、1960年代後半から1970年代にかけてコピーモデルのVBシリーズ（カール・ヘフナー社製500-1のコピーモデル）や、EGシリーズ（ギブソン製レスポールのコピーモデル、成毛滋をアドバイザーとして）を続々と生産。
低価格を実現したEGシリーズは、当時の学生やエントリーユーザーにトーカイが販売していたレスポールコピーモデルであるLSシリーズと人気を2分した。
また、EGシリーズ以外のシリーズとしては、主にフェンダー社製ストラトキャスターのコピーモデルを展開していたSEシリーズなどがある。
- リッケンバッカー社のリッケンバッカー325、リッケンバッカー330、リッケンバッカー360のコピーモデルが生産されたが、現在は絶版で製造されておらず大変貴重である。
- グレコは偽造品製造をしているとして、ギブソンに訴訟を起こされた1980年以降から、コピーモデルの販売が縮小し、自社オリジナルモデルにも注力し、1981年発売のBoogieシリーズ（BG800）、GOシリーズを初め、ミック・ラルフスモデルなどアーティストモデルも製作。2005年には高級ギターメーカーとして知られるゼマティス（Zemaitis）との正規ライセンス契約によりグレコ・ゼマティス（Greco Zemaitis）シリーズを展開、さらに現在はゼマティスを傘下に収めてブランドを再興している。

## ベース
- VBシリーズのカール・ヘフナー社の500-1やリッケンバッカー社の4001などのコピーモデルを販売。

## 使用ミュージシャン
- 奥居香（元プリンセス・プリンセス）
- 中山加奈子（元プリンセス・プリンセス、VooDoo Hawaiians）
- 奥野敦子（ジューシィ・フルーツ）
- 白田一秀（PRESENCE時代にグレコのシグネチャモデルを使用）
- 斉藤律（LOOPUS）
- 成毛滋
- 浅野孝已
- 土屋昌巳
- 鮫島秀樹
- 樋口豊（BUCK-TICK）
- 真島昌利（元THE BLUE HEARTS、THE HIGH-LOWS、ザ・クロマニヨンズ）
- ROLLY
- 屍忌蛇（元Gargoyle、アニメタル、VOLCANO）
- KENTARO（Gargoyle）
- TOSHI（Gargoyle）
- 和嶋慎治（人間椅子）
- 鈴木研一（人間椅子）
- BELLEY（LAUGHIN' NOSE）
- 松本孝弘（B'z）初めて手に入れたギターがグレコによるレスポールのレプリカである。
- 萩原健也[3]
- 篠原ともえ[4]
- 山内弘太[5]